# Gare de La Ferté-Saint-Aubin
Gare de La Ferté-Saint-Aubin vasútállomás Franciaországban, La Ferté-Saint-Aubin településen.

## Vasútvonalak
Az állomást az alábbi vasútvonalak érintik:
- Orléans–Montauban-vasútvonal

## Kapcsolódó állomások
A vasútállomáshoz az alábbi állomások vannak a legközelebb:
- Gare de Lamotte-Beuvron (Gare de Montauban-Ville-Bourbon, Orléans–Montauban-vasútvonal)
- Gare de Saint-Cyr-en-Val (Gare des Aubrais - Orléans, Orléans–Montauban-vasútvonal)